# Meridian, Idaho
Meridian är en stad i Ada County i delstaten Idaho, USA med 64 642 invånare (2007).